# Premio Napoli
Il Premio Napoli è un riconoscimento per la cultura e la lingua italiana, organizzato dalla Fondazione Napoli. Il premio è nato nel 1954 ed è assegnato con cadenza annuale. La Fondazione ha sede presso Palazzo Reale di Napoli.

## Origini e organizzazione
La Fondazione, ente pubblico no profit, è costituita in Ente Morale con decreto del Presidente della Repubblica n. 900 del 5 giugno 1961: ne compongono il consiglio di amministrazione il Comune di Napoli, la Provincia di Napoli, la Regione Campania e la Camera di commercio di Napoli.
Inizialmente e per molti anni (1954-2002), il premio è stato conferito a un'opera di narrativa italiana..
Il premio ha avuto, dal 2003 al 2006, quattro sezioni vincitrici: narrativa italiana, narrativa straniera, saggistica internazionale e poesia. Per ogni sezione, veniva selezionata una terna di vincitori, in cui era poi designato un Supervincitore. Nel 2007 si sono mantenute le quattro categorie e la formula delle terne vincitrici, ma la designazione finale è diventata Libro dell'anno. Dal 2008 al 2011 le sezioni sono state due: letteratura italiana e letterature straniere.
Dal 2012 al 2016 il Premio è stato denominato Premio Napoli per la lingua e la cultura italiana, ed è stato conferito a numerosi libri nel primo anno, in seguito invece a personalità letterarie per l'insieme dei loro scritti.
Dal 2017 le sezioni sono tre: narrativa, saggistica e poesia. Le terne prescelte dalla Giuria tecnica producono un vincitore ciascuna.

## I presidenti
Alla presidenza della Fondazione Napoli sono stati incaricati: Achille Lauro (1954-1955), Antonio Limongelli (1955-1957), Ernesto Pontieri (1958-1961), Giuseppe Tesauro (1961-1962), Vincenzo Maria Palmieri (1962-1965), Ferdinando Clemente di San Luca (1965-1980), Antonio Ghirelli (1980-1990), Sergio Zavoli (1991-2002), Ermanno Rea (2002-2007), Silvio Perrella (2007-2012), Gabriele Frasca (2012- 2016), Domenico Ciruzzi (dal 9.12.2016 al 2021), Gaetano Manfredi (dal 2021 al 3.4.2023), Maurizio de Giovanni (dal 4.4.2023 ad oggi).

## Le giurie
Dal 2003, una giuria tecnica seleziona gli scritti per ogni sezione, i quali sono poi sottoposti ad una giuria popolare. In precedenza si utilizzava la formula della giuria popolare. La giuria tecnica è costituita dal presidente in carica e da una rosa di giurati scelti tra scrittori, docenti universitari, giornalisti, magistrati ed altre personalità. Le giurie hanno decorso annuale.

## Albo dei vincitori - Sezione narrativa italiana
- 1954: ex aequo Viaggio d'un poeta in Russia, Vincenzo Cardarelli (Mondadori) e Il crollo della Baliverna, Dino Buzzati (Mondadori)
- 1955: Il libro dei sorprendenti vent'anni, Marino Moretti (Mondadori)
- 1956: Peccati in piazza, Enrico Pea (Sansoni)
- 1959: ex aequo Il nuovo corso, Mario Pomilio (Bompiani) e Una vampata di rossore, Domenico Rea (Mondadori)
- 1960: Gli alunni del tempo, Giuseppe Marotta (Mondadori)
- 1962: La dama di piazza, Michele Prisco (Rizzoli)
- 1967: Allegro con disperazione, Gianna Manzini (Mondadori)
- 1970: Una relazione, Carlo Cassola (Einaudi)
- 1971: I cieli della sera, Michele Prisco (Rizzoli)
- 1972: Noi lazzaroni, Saverio Strati (Mondadori)
- 1973: Città di mare con abitanti, Luigi Compagnone (Rusconi)
- 1974: Parlata dalla finestra di casa, Nicola Lisi (Vallecchi)
- 1975: Il quinto evangelio, Mario Pomilio (Rusconi)
- 1976: La stanza del vescovo, Piero Chiara (Mondadori)
- 1977: Acqua e sale, Nino Casiglio (Rusconi)
- 1978: La sposa americana, Mario Soldati (Mondadori)
- 1979: Il padrone dell'agricola, Marcello Venturi (Rizzoli)
- 1980: Melanzio, Nerino Rossi (Rusconi)
- 1981: Althénopis, Fabrizia Ramondino (Einaudi)
- 1982: Stramalora, Gian Antonio Cibotto (Marsilio)
- 1983: L'umana compagnia, Michele Anzalone (Città Armoniosa)
- 1984: Giorgio Vinci psicologo, Fausto Gianfranceschi (Editoriale Nuova)
- 1985: Il fiore dell'ibisco, Elena Gianini Belotti (Garzanti)
- 1986: L'armonia perduta, Raffaele La Capria (Mondadori)
- 1987: I fuochi del Basento, Raffaele Nigro (Camunia)
- 1988: Il paradiso terrestre, Sergio Campailla (Rusconi)
- 1989: Il caldèras, Carlo Sgorlon (Mondadori)
- 1990: La chimera, Sebastiano Vassalli (Einaudi)
- 1991: Interno argentino, Alberto Ongaro (Rizzoli)
- 1992: La revoca, Luca Doninelli (Garzanti)
- 1993: Uomini ex, Giuseppe Fiori (Einaudi)
- 1994: Ultima luna, Luce d'Eramo (Mondadori)
- 1995: Voci, Dacia Maraini (Rizzoli)
- 1996: Mistero napoletano, Ermanno Rea (Einaudi)
- 1997: Posillipo, Elisabetta Rasy (Rizzoli)
- 1998: Il principe delle nuvole, Gianni Riotta (Rizzoli)
- 1999: Nel corpo di Napoli, Giuseppe Montesano (Mondadori)
- 2000: Lei così amata, Melania G. Mazzucco (Rizzoli)
- 2001: Via Gemito, Domenico Starnone (Feltrinelli)
- 2002: Non ti alzerai dalla neve, Dido Sacchettoni (Aragno)
- 2003: Il fasciocomunista, Antonio Pennacchi (Mondadori) Supervincitore[2]
  - Il ritorno. Diario di una missione in Afghanistan, Edoardo Albinati (Mondadori)
  - La manutenzione degli affetti, Antonio Pascale (Einaudi)
- 2004: Tuo figlio, Gian Mario Villalta (Mondadori) Supervincitore[2]
  - La festa del ritorno, Carmine Abate (Mondadori)
  - Nel condominio di carne, Valerio Magrelli (Einaudi)
- 2005: E fu settembre, Antonio Debenedetti (Rizzoli) Supervincitore[2]
  - Fata Morgana, Gianni Celati (Feltrinelli)
  - Occidente per principianti, Nicola Lagioia (Einaudi)
- 2006: Il passato davanti a noi, Bruno Arpaia (Guanda) Supervincitore[2]
  - Una quasi eternità, Antonella Moscati (Nottetempo)
  - Il ritorno a casa di Enrico Metz, Claudio Piersanti (Feltrinelli)
- 2007: Dove credi di andare, Francesco Pecoraro (Mondadori) Libro dell'anno[3]
  - Il padre degli animali, Andrea Di Consoli (Rizzoli)
  - Cuore di mamma, Rosa Matteucci (Adelphi)
- 2008: Non avevo capito niente, Diego De Silva (Einaudi) Libro dell'anno[3]
  - Casi critici, Alfonso Berardinelli (Quodlibet)
  - Prime Poesie scelte 1977-2007 Gabriele Frasca (Luca Sossella)
- 2009: Uomini e caporali, Alessandro Leogrande (Mondadori) Libro dell'anno[3]
  - Vento forte tra Lacedonia e Candela, Franco Arminio (Laterza)
  - Darwin, Luigi Trucillo (Quodlibet)
- 2010: Come mi batte forte il tuo cuore, Benedetta Tobagi (Einaudi) Libro dell'anno[3]
  - Nostalgia della ruggine, Sergio De Santis (Mondadori)
  - Il libro della gioia perpetua, Emanuele Trevi (Rizzoli)
- 2011: Fuoco su Napoli, Ruggero Cappuccio (Feltrinelli) Libro dell'anno[3]
  - Di vita si muore. Lo spettacolo delle passioni nel teatro di Shakespeare, Nadia Fusini (Mondadori)
  - Le rondini di Montecassino, Helena Janeczek (Guanda)
- 2012: La cospirazione delle colombe, Vincenzo Latronico (Bompiani)[4]
- 2017
  - Donatella Di Pietrantonio, L'Arminuta, Einaudi (narrativa)
  - Davide Rondoni, La natura del bastardo, Mondadori (poesia)
  - Giuseppe Montesano, Lettori selvaggi, Giunti (saggistica)
- 2018
  - Giorgio Falco, Ipotesi di una sconfitta, Einaudi (narrativa)
  - Guido Mazzoni, La pura superficie, Donzelli (poesia)
  - Francesco Merlo, Sillabario dei malintesi, Marsilio (saggistica)
- 2019[11]
  - Andrea Pomella, L'uomo che trema, Einaudi (narrativa)
  - Nanni Cagnone, Le cose innegabili, Avagliano (poesia)
  - Gian Piero Piretto, Quando c’era l'URSS, Raffaello Cortina Editore (saggistica)
- 2020[12]
  - Igiaba Scego, La linea del colore, Bompiani (narrativa)
  - Tommaso Giartosio, Come sarei felice, Einaudi (poesia)
  - Davide Sisto, Ricordati di me, Bollati Boringhieri (saggistica)
- 2021[13]
  - Nicola Lagioia, La città dei vivi, Einaudi (narrativa)
  - Carmen Gallo, Le fuggitive, Nino Aragno (poesia)
  - Riccardo Falcinelli, Figure, Einaudi (saggistica)
- 2022[14]
  - Titti Marrone, Se solo il mio cuore fosse pietra, Feltrinelli (narrativa)
  - Valerio Magrelli, Exfanzia, Einaudi (poesia)
  - Enzo Traverso, Rivoluzione 1789-1989, Feltrinelli (saggistica)
- 2023[15]
  - Silvia Ballestra, La Sibilla, Vita di Joyce Lussu, Laterza (narrativa)
  - Domenico Brancale, Dovunque acqua sia voce, acquerelli di Miquel Barceló, Edizioni degli animali (poesia)
  - Egidio Ivetic, Il grande racconto del Mediterraneo, il Mulino (saggistica)